# Codice RST
Il codice RST è usato dagli operatori di stazioni radioamatoriali, ascoltatori di onde corte, e altri hobbisti per scambiarsi informazioni sulla qualità del segnale radio ricevuto. Il codice si compone di tre cifre ognuno delle quali racchiude una valutazione della leggibilità, forza e tono del segnale. Il codice fu sviluppato nei primi anni del XX secolo e l'uso si diffuse dal 1912.

## Leggibilità
La lettera R sta per Readibility (leggibilità). La leggibilità è una valutazione qualitativa di quanto è facile o difficile copiare correttamente una trasmissione. Nella trasmissione radiotelegrafica in Morse la leggibilità si riferisce alla facilità o alla difficoltà di distinguere ognuno dei caratteri del testo del messaggio spedito. In una trasmissione vocale la leggibilità riferisce di come sia facile o difficile, per ogni singola parole parlata, essere correttamente compresa. La leggibilità è misurata in una scala che va da 1 a 5.
1. Illeggibile
2. Appena leggibile, con occasionali parole distinte
3. Leggibile con notevole difficoltà
4. Leggibile con poca difficoltà
5. Perfettamente leggibile

## Forza
La lettera S sta per Strength (forza). La forza è una valutazione di quanto è potente il segnale ricevuto in un determinato luogo di ricezione. Anche se un accurato misuratore di segnale è in grado di determinare un valore quantitativo per la forza del segnale, in pratica questa parte del codice RST è una valutazione qualitativa spesso basata sullo S meter del radio ricevitore nel luogo di ricezione. La forza è misurata in una scala da 1 a 9.
1. Segnale debole, appena percepibile
2. Segnale molto debole
3. Segnale debole
4. Segnale discreto
5. Segnale discretamente buono
6. Segnale buono
7. Segnale moderatamente forte
8. Segnale forte
9. Segnale molto forte

Per una valutazione quantitativa i ricevitori HF di elevata qualità sono calibrati in modo che S9 sullo S-meter corrisponda a un segnale in antenna di 50 μV. Per i ricevitori VHF e UHF, S9 corrisponde spesso a 5 µV in antenna.

## Tono
La T sta per Tone (tono). Il tono è usato solo nel codice Morse e nelle trasmissioni digitali ed è pertanto omesso nelle trasmissioni in voce. Grazie alla moderna tecnologia dei trasmettitori, le imperfezioni nella qualità della modulazione dei trasmettitori che possono essere rilevate da orecchio umano sono rare. Il tono lo si misura in una scala da 1 a 9.
1. Nota ronzante di corrente alternata con gorgoglii
2. Nota molto ronzante di corrente alternata (priva di musicalità)
3. Nota ronzante di corrente alternata rettificata ma non filtrata (lievemente musicale)
4. Nota ronzante con tracce di filtratura (discretamente musicale)
5. Nota di corrente alternata filtrata ma fortemente modulata in ronzio (modulata musicale)
6. Nota filtrata con tracce definite di modulazione ronzata
7. Nota quasi pura di corrente continua, tracce di modulazione ronzata
8. Nota quasi perfetta con lieve traccia di modulazione ronzata
9. Nota perfetta di corrente continua: nessuna traccia di ronzio o di modulazione di alcun tipo.

## Variazioni
Un esempio di rapporto per una trasmissione in voce è "59", di solito pronunciato cinque nove oppure cinque e nove nel caso si voglia indicare un segnale perfettamente leggibile e forte. In casi eccezionali i segnali forti sono indicati dal numero di decibel che eccedono S9 così come riportati dallo S meter del ricevitore. Per esempio: Il vostro segnale è 30 dB oltre 9.
I suffissi furono storicamente aggiunti per indicare altre proprietà del segnale. Per esempio: 599K:
X: frequenza stabile (controllata dal quarzo)
C: "cinguettante" (spostamento della frequenza durante la manipolazione del tasto telegrafico)
K: clic del tasto
Poiché nel codice Morse la generazione e la trasmissione del carattere "N" richiede un tempo inferiore rispetto al carattere "9" si ha che durante i contest dei radioamatori in competizione con l'uso del Morse, le cifre "9" vengono tipicamente abbreviate in "N" cosicché il rapporto 599 viene trasmesso come 5NN.. Ci si riferisce a questa pratica di solito con l'espressione "numeri abbreviati o tagliati".